# El Defensor de Córdoba
El Defensor de Córdoba fue un periódico español publicado en la ciudad de Córdoba entre 1899 y 1938. A lo largo de su existencia fue una publicación de corte conservador.

## Historia
Fundado en 1899, el diario llegó a tener una línea editorial católica e integrista. Si bien durante el periodo de la restauración el periódico mostró sus simpatías hacia el Partido Conservador, con posterioridad adoptaría posiciones mucho más integristas bajo la dirección de Daniel Aguilera Camacho. A pesar de la larga trayectoria y la relevancia que tuvo, El Defensor de Córdoba nunca alcanzó una gran difusión entre el público cordobés.
Durante el período de la Segunda República su línea editorial fluctuó: llegó a alinearse con el tradicionalismo, aunque también apoyaría a la coalición conservadora CEDA.  En esos años se integró en el grupo editorial carlista IBSA. El Defensor de Córdoba continuó publicándose tras el estallido de la Guerra civil, pero la Ley de prensa de 1938 estableció unos requisitos que periódicos como el diario cordobés no podían asumir, por lo que acabó desapareciendo ese mismo año.
En sus talleres se editaron otras publicaciones, como el boletín católico El Cruzado de la Prensa.